# Jasmine Todd
Jasmine Todd (San Diego (California), Estados Unidos, 23 de diciembre de 1993) es una atleta estadounidense, especialista en la prueba de 4 x 100 m, con la que ha logrado ser subcampeona mundial en 2015.

## Carrera deportiva
En el Mundial de Pekín 2015 gana la medalla de plata en los relevos 4 x 100 m, tras las jamaicanas y por delante de las trinitenses.